# هال كوبر
هال كوبر هو لاعب هوكي الجليد كندي، ولد في 29 أغسطس 1913، وتوفي في 25 يونيو 1977.

## وصلات خارجية
- هال كوبر على موقع دوري الهوكي الوطني (الإنجليزية)
- هال كوبر على موقع EliteProspects.com (الإنجليزية)
- هال كوبر على موقع HockeyDB.com (الإنجليزية)
- هال كوبر على موقع Hockey-Reference.com (الإنجليزية)